# 斯希德涅 (謝苗諾夫卡區)
52°9′45″N 32°47′7″E / 52.16250°N 32.78528°E
斯希德涅（烏克蘭語：Східне），是烏克蘭北部的村莊，隸屬切爾尼希夫州的諾夫霍羅德-錫韋爾斯基區。該村面積0.07平方公里，海拔高度158米，2001年人口15，人口密度每平方公里214.3人。